# Otto Lellep
Otto Georg Lellep, estonsko-ameriški izumitelj in metalurg, * 29. september 1884, Viljandi, Estonija, † 18. oktober 1975, Fort Myers, ZDA
Otto Lellep se je rodil leta 1884 na kmetiji blizu Viljandija v Estoniji. Študiral je na Talinski sekundarni znanstveni šoli, nato na Tehniški univerzi Clausthal ter na Tehniški univerzi Braunschweig, kjer je tudi doktoriral. Leta 1917 je odšel v Združene države Amerike, da bi preučeval metode rudarjenja niklja. Čeprav se je sprva nameraval vrniti, je v Združženih državah ostal ter leta 1923 dobil ameriško državljanstvo.
Ko je delal za podjetje Polysius je izumil Lepolovo peč, ki je močno zmanjšala porabo energije, potrebne za izdelavo cementa ali v postopkih predelave železove rude. V znak priznanja njegovega inženirskega dela mu je leta 1960 skupaj z Robertom Durrerjem Stahlinstitut VDEh podelil obeležitveno medaljo Carla Luega.